# Currywurst (Lied)
Currywurst ist ein Lied des deutschen Rockmusikers Herbert Grönemeyer über die Currywurst. Es wurde 1982 aus dem Album Total egal als Single ausgekoppelt. Das Lied gilt als Klassiker in Grönemeyers frühem Werk.

## Entstehung
Der Text des Liedes stammt von Horst-Herbert Krause und Diether Krebs, die Musik vom ehemaligen Moderator des WWF Club Jürgen Triebel. Krebs und Triebel arbeiteten damals beide wie Grönemeyer am Schauspielhaus Bochum. Inspiriert wurden die Urheber durch regelmäßiges gemeinsames Currywurstessen am Bochumer Bratwursthaus im Bermuda3eck.
Grönemeyer selbst gibt an, kein großer Freund der besungenen Currywurst zu sein. Das Lied habe er damals ausgewählt, weil es von seinem damaligen Produzenten Triebel stammt, er den im Ruhrpottdialekt vorgetragenen Text lustig gefunden und er ohnehin zu wenig deutschsprachiges Material für sein Album gehabt habe. 2008 veröffentlichte Grönemeyer das Lied erneut auf seinem Best-of-Doppel-Album Was muss muss.

## Außenwirkung
Der Süddeutschen Zeitung zufolge „konnte Herbert Grönemeyer mit dem Lied ‚Currywurst‘ einen Grundstein für sein Image als Pottbarde zum Anfassen legen.“ Die Westdeutsche Allgemeine Zeitung bezeichnete das Stück als „Kult“. Jürgen Nielsen-Sikora bezeichnete Grönemeyer wegen seines Vortrags von Currywurst als neben Ernst Bloch bedeutendsten „Vertreter der konkreten Utopie“.
Schritte 3, ein Lehrbuch für Deutsch als Fremdsprache, widmet dem Lied einen eigenen Abschnitt und beinhaltet auf einer beiliegenden CD eine weitere Veröffentlichung des Titels als Tonbeispiel. Auch das Schulbuch Leistungskurs Religion von Bernd Beuscher beinhaltet den Text des Liedes.

## Coverversionen
Das Lied wurde 1998 von Diether Krebs auf dessen Album Gestatten, mein Name ist Krups interpretiert und als Single ausgekoppelt. Jürgen Triebel sang das Lied 2004 für die Sendung Klingendes NRW neu ein.